# Kaljazini járás

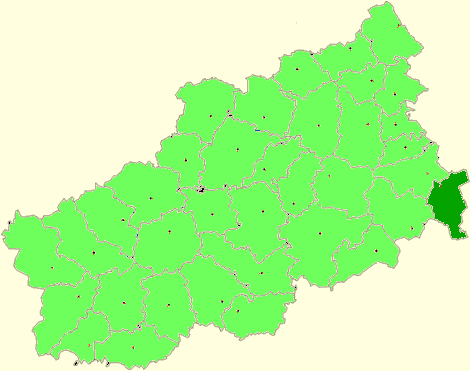
A Kaljazini járás a Tveri területen

A Kaljazini járás (oroszul Калязинский район) Oroszország egyik járása a Tveri területen. Székhelye Kaljazin.

## Népesség
- 1989-ben 27 341 lakosa volt.
- 2002-ben 24 460 lakosa volt.
- 2010-ben 21 688 lakosa volt, melyből 20 614 orosz, 212 örmény, 193 ukrán, 102 azeri, 71 fehérorosz, 62 csuvas, 54 tatár, 36 gagauz, 26 moldáv, 18 német, 16 cigány, 16 grúz, 15 csecsen, 14 mordvin, 12 tabaszaran stb.